# Pedro Bermúdez
Pedro Bermúdez (Granada, España, c. 1558 - Puebla, México, ¿1605?) fue un compositor y maestro de capilla español del Renacimiento musical que compuso la mayoría de sus obras sacras polifónicas en Guatemala.

## Biografía
Pedro Bermúdez nació en Granada, en cuya catedral se educó como niño de coro y aprendiz bajo la tutela de Santos de Aliseda. Recibió también la instrucción del gran compositor Rodrigo de Ceballos, a la sazón maestro de la Capilla Real de Granada. Terminada su formación, Bermúdez postuló al puesto de maestro de capilla de la Colegiata de Antequera, que alcanzó el 25 de agosto de 1584 y en el que se desempeñó durante dos años, teniéndolo que dejar por su poca disposición de enseñar a los niños de coro, además de por su carácter pendenciero y desordenado. De vuelta en Granada, obtuvo media capellanía como cantor en la Capilla Real, colaborando en su funcionamiento, al tiempo que intentaba acceder a puestos de mayor renombre.
En 1592 se presentó a las oposiciones para el magisterio de la Catedral de Granada. Jerónimo de Aliseda había fallecido el 28 de junio de 1591, por lo que el cabildo granadino decidió poner edictos para la realización de oposiciones en febrero de 1592. Se presentaron seis maestros de capilla: Juan de Riscos, maestro de la Colegiata de Antequera; Juan Bautista Muñoz, maestro de la Colegiata de Alcalá la Real; Juan Fernández Garzón, maestro de la Colegiata de Baeza; Luis de Aranda, seise en la Catedral de Granada; Cristóbal del Mármol, de la ciudad de Aguilar; y Pedro Bermúdez. Los exámenes fueron durísimos tanto en composición, como en técnica musical o en la dirección del coro, además de ser públicos y presididos por el arzobispo Pedro de Castro y Quiñones. Acabadas las pruebas el sábado 18 de abril de 1592, fue elegido Luis de Aranda que tomó posesión de la prebenda 3 días después, el día 21.
Cuando Antonio de la Raya fue consagrado obispo de Cuzco en 1595, invitó a Bermúdez a acompañarlo para ser el maestro de capilla de la catedral cuzqueña. Bermúdez se embarcó junto al obispo y llegó a Cuzco en 1597. Sin embargo, solamente siete semanas después, emprendió el largo viaje por tierra y por mar a Santiago de Guatemala, a donde llegó en 1598.
Todas sus composiciones a excepción de una, nacieron en la Catedral de Santiago de Guatemala, hoy Antigua Guatemala, entre su llegada y 1603, cuando recibió la invitación del cabildo de la Catedral de Puebla de los Ángeles para ejercer su magisterio de capilla, con un salario muy superior al que tenía en Guatemala. Bermúdez aceptó y realizó el viaje por tierra. A pesar de sus asperezas de carácter, Bermúdez mantuvo su plaza en Puebla hasta 1603, fecha en que lo sucedió Luis Mendes en la maestría de capilla. En Puebla, Bermúdez solamente pudo componer una obra, ya que su salud sufrió un considerable deterioro, falleciendo probablemente en 1605.

## Obra
Sin excepción, las obras de Bermúdez son para coro sin acompañamiento, sobre textos en latín, todas ellas dedicadas a las diferentes celebraciones de la liturgia romana. Compuso dos misas, la Misa de feria y la Misa de bomba, además de himnos de vísperas y de completas para diferentes fiestas religiosas, un salmo, varias pasiones y música para oficios de difuntos.